# Савитахунов, Алымбек Савитахунович
Алымбек Савитахунович Савитахунов (19 мая 1929, с. Рыбачье, Каракольский кантон, Киргизская АССР, РСФСР, СССР — 21 ноября 2017) — советский киргизский хозяйственный, государственный и партийный деятель.

## Биография
Алимбек Савитахунов родился 19 мая 1929 года в Рыбачьем (ныне — город Балыкчи в Иссык-Кульской области), детство провёл в селе Кечи-Кемин Кеминского района.
С 1949 года, окончив Киргизский сельскохозяйственный институт, работал в Министерстве сельского хозяйства Киргизской ССР, пройдя путь от старшего зоотехника до начальника главного управления животноводства. В 1960—1963 годы заведовал сельскохозяйственным отделом в Тянь-Шанского обкоме КП Киргизской ССР, был первым заместителем председателя облисполкома, заместителем заведующего сельхозотделом ЦК КП Киргизской ССР.
В 1963—1965 годы — инспектор Среднеазиатского бюро ЦК КПСС (в Ташкенте), в 1965—1967 — первый заместитель министра сельского хозяйства Киргизской ССР.
В 1967—1971 годы работал инструктором сельскохозяйственного отдела ЦК КПСС в Москве, после чего заведовал сельскохозяйственным отделом в ЦК КП Киргизской ССР (1971—1975). В 1975—1980 годы — первый секретарь Нарынского обкома КП Киргизской ССР, в 1980—1985 — министр сельского хозяйства Киргизской ССР. В 1986—1989 годы работал заместителем (по кадрам и внешним связям) председателя Государственного агропромышленного комитета Киргизской ССР.
Избирался депутатом (от Киргизской ССР) Совета Национальностей Верховного Совета СССР 10-го созыва (1979—1984).
С 1989 года — пенсионер союзного значения.

## Награды
- два ордена Трудового Красного Знамени
- орден Дружбы народов
- орден «Знак Почёта»
- медали
- Почётный гражданин Нарынской области
- Почётный гражданин Бишкека[2].